# Bestuurlijke indeling van Cyprus

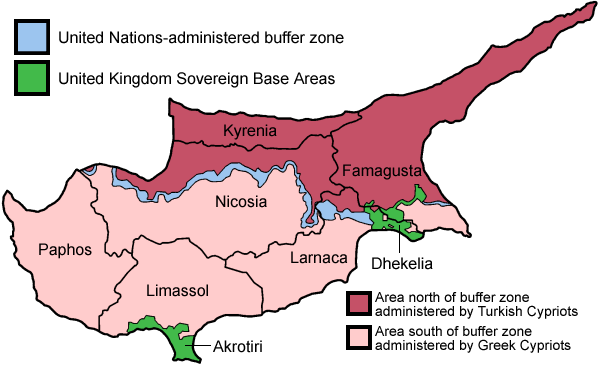
De verdeling van Cyprus in districten en de verdeling tussen Cyprus en Noord-Cyprus

De bestuurlijke indeling van Cyprus bestaat naast de centrale overheid uit twee bestuurslagen. Daarnaast is een deel van het land onder controle van Noord-Cyprus.

## Districten
Op regionaal niveau bestaan de Districten (Επαρχίες, enkelvoud επαρχία, Eparchíes, Eparchía. Er zijn zes districten, waarvan er twee geheel en twee gedeeltelijk bezet zijn door Noord-Cyprus. Elk van de districten heeft als bestuurlijk hoofd een districtshoofd benoemd door de regering. Er is geen gekozen bestuursorgaan.

## Gemeenten
Op lokaal niveau bestaan de gemeenten, in twee vormen, de Stadsgemeenten  (Δήμοι' enkelvoud Δήμος, Dimoi, Dimos) en de Landgemeenten (Κοινότητες enkelvoud Κοινοτικό, Koinotites, Koinotito) De 33 steden hebben een voor vijf jaar gekozen burgemeester en raad. De raad heeft alle bevoegdheden die aan de stad zijn toegekend, maar de uitvoerende bevoegdheden liggen bij de burgemeester. De 549 landgemeenten hebben een voorzitter en een raad, maar beperktere bevoegdheden. Een deel van de lokale taken wordt uitgevoerd door het district.